# Joaquim III de Constantinopla
Joaquim III de Constantinopla (em grego: Ιωακείμ Γ'); 30 de janeiro de 1834 – 26 de novembro de 1912), dito o Magnífico (em grego: ο Μεγαλοπρεπής), foi patriarca ecumênico de Constantinopla duas vezes, entre 1878 e 1884 e entre 1901 e 1912.

## História
Joaquim nasceu em Istambul em 1834 numa família aromaniana de Kruševo, mas foi educado em Viena. Entre 1858 e 1861, foi diácono da Igreja de São Jorge, a principal do Patriarcado e protossincelo de seu predecessor, o patriarca Joaquim II. Em 1864, foi eleito bispo de Varna e, dez anos depois, de Tessalônica. 
Em 1878, Joaquim foi eleito para o trono patriarcal e se concentrou em reforçar a organização administrativa do Patriarcado e melhorar suas finanças. Em 1880, fundou a revista "Verdade" e realizou diversas obras de caridade. Dois anos depois, um novo edifício para a Grande Escola da Nação foi completado no distrito de Fener, ampliando enormemente os serviços prestados à comunidade grega. Depois de ter sido deposto em 1884, Joaquim permaneceu em Istambul até 1889, quando decidiu se mudar para Monte Atos, onde permaneceu até 1901, ano de sua re-eleição ao trono.
Ao retornar, Joaquim III teve que enfrentar um grande tumulto na comunidade ortodoxa na porção dos Bálcãs ainda sob o controle do Império Otomano, pois búlgaros e sérvios lutavam para utilizar suas próprias línguas e clérigos de seus próprios povos em suas comunidades ao mesmo tempo que o governo otomano enfrentava movimentos nacionalistas cada vez mais agressivos. Preocupado com a situação e com escândalos que desgraçavam a imagem da Igreja, Joaquim III formulou novas iniciativas para o Patriarcado, incluindo a consideração de diversas reformas em uma carta encíclica para os demais patriarcados, incluindo a reforma do calendário (do juliano para o gregoriano). Joaquim III é lembrado principalmente por estas incansáveis tentativas de encontrar uma solução para o cisma da Igreja Ortodoxa da Bulgária (em 1872), mas sem sucesso. 
Em 1905, Joaquim foi deposto por um grupo de nove bispos metropolitanos liderados por Joaquim de Éfeso e Procópio de Durazzo. Porém, o golpe não teve o apoio da Sublime Porta, que queria que Joaquim permanecesse patriarca, uma posição que ele manteve até sua morte em 1912.
O patriarca Joaquim III, o Magnífico, é reconhecido como um dos mais importantes patriarcas do século XX.